# Dead
Per Yngve Ohlin (Österhaninge, Stockholm, Švedska, 16. siječnja 1969. – Kråkstad, Norveška, 8. travnja 1991.), bolje znan pod pseudonimom Dead, bio je švedski black metal glazbenik, najbolje znan kao glavni vokalist i tekstopisac Mayhema, sastava iz rane norveške black metal scene, od 1988. godine do njegova samoubojstva 1991. godine. Također je bio vokalist švedske death metal skupine Morbid na njezinom demu December Moon. Dead je bio popularna ikona norveške black metal scene. Roadrunner Records uvrstio ga je na 48. mjesto svojeg popisa 50 najboljih metal frontmena svih vremena.
Dead je bio poznat po svojoj "morbidnoj" osobnosti i opsjednutosti sa smrću—kako vlastitom, tako i konceptom općenito, što je i utjecalo na njegov pseudonim. Skupljao je mrtve ptice, nosio majice s pogrebnim obavijestima, zakopavao odjeću kako bi ju dan prije koncerta iskopao, obukao i smrdio kao leš, te nosio corpse paint, što ga prema određenim izvorima čini prvim black metalcem koji se šminkao na taj način. Za razliku od drugih black metal izvođača vjeruje se kako ju nije nosio radi nastupa, već kako bi sebe prikazao kao truplo, a taj je dojam pojačavao tako što se samoozljeđivao komadićima slomljenog stakla. Također je volio da mu obožavatelji bacaju ostatke mrtvih životinja na pozornicu.
Poznanici su ga opisali kao osobu koju je teško shvatiti i s kojom se teško sprijateljiti. Budući da je Dead već bio povučen u sebe i depresivan, prije smrti njegovo se psihičko stanje pogoršavalo, što je dovelo do samoozljeđivanja izvan nastupa i samonametnute izolacije.
Dead je počinio samoubojstvo 8. travnja 1991. godine tako što si je prerezao vene na ruci i vratu te se potom upucao u čelo sačmaricom. Ostavio je kratko pismo koje počinje kratkom rečenicom: "Oprostite na krvi". Fotografija mrtvog Deada pojavila se na naslovnici bootleg koncertnog albuma Mayhema Dawn of the Black Hearts, što je izazvalo polemike. Njegova smrt označila je prekretnicu u black metal sceni, što je dovelo do vala nepredvidljivog ponašanja njezinih članova.

## Rani život
Per Ohlin (ponekad zvan "Pelle") rođen je 1969. godine u Österhaningeu, Švedskoj. U djetinjstvu je patio od apneje pri spavanju. U dobi od deset godina počeo je patiti od unutarnjeg krvarenja kada mu je slezena puknula nakon navodne ozlijede tijekom klizanja po ledu. Ipak, u švedskoj knjizi o metal glazbi Blod eld död ('Blood Fire Death', nazvana po četvrtom albumu švedskog sastava Bathory - Blood Fire Death) njegov je brat rekao da je Dead bio zlostavljan u školi i da su ga jednog dana tako jako pretukli da mu je puknula slezena. Hitno je bio prevezen u bolnicu, gdje je na neko vrijeme bio klinički mrtav.
Kasnije je razvio svoj ukus za heavy metal glazbu. Među omiljenim grupama bili su mu Black Sabbath, Kiss, Iron Maiden, Judas Priest, AC/DC, Motörhead, Venom, Metallica, Bathory, Sodom i Mercyful Fate. Međutim, kasnije je rekao da je zamrzio Bathory nakon njihove promjene u zvuku te je Quorthona nazvao "mlakonjom".

## Karijera
Početkom 1986. godine osnovao je švedski black/death metal sastav Morbid, s kojim je snimio demoalbum December Moon. Ubrzo nakon toga zaključio je da sastav ne ide nikuda te je kontaktirao članove black metal grupe Mayhem. Prema Mayhemovom basistu Necrobutcheru navodno im je poslao mali paket koji je sadržavao kratku demokasetu, pismo u kojem je naveo svoje planove za budućnost i raspetog miša. Iako je Necrobutcher izgubio taj paket, zadržao je kazetu na kojoj su bili Deadovi podaci za kontaktiranje. Dead se početkom 1988. godine preselio u Norvešku i pridružio sastavu.

### Osobnost
U intervjuima su kolege glazbenici Deada često opisivali kao čudnog i povučenog u sebe. Mayhemov bubnjar Jan Axel "Hellhammer" Blomberg opisao ga je kao "jako čudnu osobu […] depresivan je, melankoličan i mračan". Sličnim ga je riječima jednom opisao i Mayhemov gitarist Øystein "Euronymous" Aarseth, koji je rekao da "ozbiljno misli da je Dead mentalno poremećen. Kako drugo opisati lika koji ne jede kako bi dobio rane od gladi? Ili koji nosi majice s pogrebnim obavijestima?" Bivši bubnjar Mayhema Kjetil Manheim kasnije je usporedio Deadovu osobnost s onom Marvina Paranoidnog Robota.
Prema Faustu, bubnjaru sastava Emperor:
 [Dead] nije bio osoba koju si mogao dobro upoznati. Mislim da ga ni kolege iz Mayhema nisu baš dobro poznavali. Bilo mu se teško približiti. Upoznao sam ga dva tjedna prije nego što je umro. Ukupno sam ga vidio možda šest do osam puta. Imao je puno čudnih ideja. Sjećam se kad je Aarseth pričao o njemu pa je rekao da se Dead ne zna šaliti. Zapravo se znao šaliti, ali na vrlo mračan način. Iskreno, misim da nije uživao na ovome svijetu, što je naravno rezultiralo njegovim samoubojstvom.
Stian Johannsen ("Occultus"), koji je nakratko bio vokalist Mayhema nakon Deadova samoubojstva, rekao je kako ni sam Dead nije smatrao sebe normalnom osobom:
"On [Dead] se nije smatrao čovjekom; smatrao se bićem s drugog svijeta. Govorio je da je imao puno vizija u kojima mu se krv u venama sledila, da je bio mrtav (dead). To je i razlog zašto je uzeo to ime. Znao je da će umrijeti."
Omot Mayhemova koncertnog albuma Live in Leipzig sadrži dio poruke koju je Dead ostavio prije samoubojstva: "Jag är inte en människa. Det här är bara en dröm, och snart vaknar jag." (Na hrvatskom: Ja nisam ljudsko biće. Ovo je samo san i uskoro ću se probuditi.).

### Nastupi
Dead se vrlo trudio kako bi na nastupima stvorio specifičnu atmosferu. Već je na samom početku karijere nosio "corpse paint", što je značilo da lice prekriva crnom i bijelom šminkom. Prema Necrobutcheru to "nije imalo nikakve veze s Kissom i Aliceom Cooperom, koji su također koristili sličnu šminku. Dead je zapravo htio izgledati kao leš. Nije radio to kako bi izgledao guba". Hellhammer je tvrdio kako je Dead "bio prvi black metal glazbenik koji je koristio corpse paint", iako Euronymous na fotografiji iz 1986. godine uslikanoj tijekom koncerta u Skiju također nosi corpse paint. Kako bi upotpunio svoj mrtvački izgled, Dead bi zakopao svoju odjeću te bi ju iskopao noć prije koncerta. Prema Hellhammeru:
Prije koncerata, Dead bi zakopavao odjeću duboko u zemlju kako bi počela truliti i smrdjeti na groblje. Bio je leš na pozornici. Jednom nas je čak zatražio da njega zakopamo — htio je da mu koža izblijedi.
Tijekom jedne turneje s Mayhemom pronašao je mrtvu vranu i držao ju u plastičnoj vrečici. Često ju je nosio sa sobom i pomirisao bi ju prije nego što bi počeo s nastupom kako bi "u nosnicama imao miris smrti". Također je imao mrtve guske ispod kreveta.
Dead bi se često rezao tijekom pjevanja na pozornici. Tijekom nastupa 1990. godine porezao si je ruku razbijenom bocom. Faust je rekao kako je Dead morao biti odveden u bolnicu, ali da je došao prekasno i da "nije imalo smisla zašiti mu rane".

U intervjuu s Morganom "Evilom" Håkanssonom, gitaristom sastava Marduk, koji je kasnije bio objavljen u fanzinu Slayer, Dead je opisao što su on i sastav činili kako bi rastjerali prijetvorne obožavatelje:
Prije nego što smo počeli svirati, u publici je bilo oko 300 ljudi, ali tijekom druge pjesme, "Necro Lust", počeli smo joj bacati svinjske glave. Ostalo je samo 50 ljudi. To mi se svidjelo! [...] Želimo uplašiti one [koji] ne bi smjeli biti na našim koncertima tako da moraju pobjeći kroz izlaz za nuždu bez nekih djelova tijela, pa da imamo nešto za bacati okolo. [...] Ako netko ne voli da im se na glave baca krv i trulo meso, mogu slobodno ODJEBATI, i to je upravo ono što čine.
Dead se također nakratko pojavljuje u glazbenom spotu za pjesmu "Bewitched" sastava Candlemass.

### Samoozljeđivanje i samoubojstvo
| Oprostite na krvi, ali razrezao sam svoju ruku i vrat. Namjeravao sam umrijeti u šumi tako da prođe nekoliko dana dok me netko ne pronađe. Pripadam šumi i uvijek sam joj pripadao. Ionako nitko neće razumjeti razlog za ovaj čin. Da dam neku vrstu objašnjenja, ja nisam čovjek, ovo je samo san i uskoro ću se probuditi. Bilo je prehladno, a krv se samo zgrušavala, a k tome, moj je novi nož pretup. Ako se ne uspijem ubiti nožem, raznijet ću si lubanju. Još ne znam. Ostavio sam sve svoje tekstove pored [ploče] "Let the Good Times Roll", kao i ostatak novca. Tko god nađe, dobiva jebene stvari. Kao posljednji pozdrav, predstavljam vam "Life Eternal". Radite što god hoćete s jebenom stvari. / Pelle. Nije mi ovo sada došlo, već prije sedamnaest godina.— Dead, poruka prije samoubojstva |

S vremenom su Deadova smanjena društvenost i opsesija sa smrću dodatno pogoršale njegovo duševno stanje. Pokušao se rezati izvan nastupa, dok je bio sa svojim prijateljima, koji su ga morali zaustaviti i vezati. Iako je ovo zabrinjavalo većinu njegovih prijatelja, Euronymousa su njegove samoubičale misli fascinirale jer je mislio kako bi one pomogle ojačati sliku o Mayhemu. Ostali članovi rekli su kako je Euronymous poticao Deada da se ubije. Manheim je rekao: "Ne znam je li Øystein govorio to iz čiste zlobe ili se samo zezao."
Do 1991. godine Dead, Euronymous i Hellhammer živjeli su u kući u šumi blizu Kråkstada, koju su koristili za probe. Prema Hellhammeru Dead je većinu vremena provodio pišući i crtajući. On je "samo sjedio u svojoj sobi i postajao sve više depresivan". Mayhemov basist Necrobutcher rekao je da su nakon nekog vremena zajedničkog života Dead i Euronymous "počeli jedno drugom ići na živce". Hellhammer se prisjetio zgode kad je Dead jednom išao spavati u šumu jer je Euronymous svirao sintesajzersku glazbu koju je Dead mrzio. Euronymous je onda izašao u šumu i počeo pucati u zrak. Varg Vikernes iz Burzuma tvrdi da je Dead jednom ubo Euronymousa nožem. Također je rekao da je Mayhemu kao Božićni poklon slao streljivo, kao i metke za sačmaricu, iako je izjavio da to nisu metci koje je Dead iskoristio za samoubojstvo; dodao je da je sačuvao jedan metak baš za taj čin.
Dana 8. travnja 1991. godine, dok je bio sam u kući, Dead si je razrezao ruku i vrat, a potom je prislonio sačmaricu na čelo i upucao se. Ostavio je i poruku, koja počinje kratkom rečenicom "Oprostite na krvi...".
Tijelo je prvi zatekao Euronymous, koji je morao ući kroz prozor jer su vrata bila zaključana, a drugi ključ nije postojao. Prije nego što je pozvao policiju, navodno je otišao do dućana i kupio jednokratni fotoaparat kojim je slikao tijelo nakon što je nekoliko stvari posebno posložio. Kasnije se pojavila glasina da je Euronymous napravio varivo od komadića Deadova mozga i da je načinio ogrlice od komadića njegove lubanje. Sastav je naknadno negirao prvu glasinu, ali je potvrdio istinitost druge. Sam je Euronymous izjavio da je dao te ogrlice glazbenicima za koje je mislio da su ih vrijedni, što je potvrdila nekolicina drugih članova scene, poput Bårda "Fausta" Eithuna, Metaliona i Morgana Steinmeyera Håkanssona iz Marduka.
Euronymous se kasnije koristio Deadovim samoubojstvom radi promidžbe Mayhemova "zla" imidža te je izjavio da se Dead ubio jer je death metal postao "popularan" i komercijaliziran. Necrobutcher je kasnije pretpostavio da je snimanje fotografija i njihovo pokazivanje drugim ljudima bio način na koji se Euronymous nosio sa šokom koji je na njega ostavio prizor njegovog mrtvog prijatelja. Nakon što je Hellhammer razvio fotografije, Euronymous je obećao da će ih uništiti, ali nikada nije. Držao ih je u kuverti u svojoj prodavaonici albuma Helvete. Euronymous je navodno poslao jednu fotografiju vlasniku Warmaster Recordsa u Kolumbiju, a kasnije se pojavila na naslovnici bootleg koncertnog albuma Mayhema Dawn of the Black Hearts, koji je objavljen 1995. godine.
Samoubojstvo je dovelo do prekida odnosa između Euronymousa i nekih njegovih prijatelja, kojima je bilo odvratno kako se ponašao prema Deadu prije njegova samoubojstva, ali i njegovo ponašanje poslije njega. Necrobutcher je prestao biti Euronymousov prijatelj i napustio je Mayhem. Manheim je kasnije pretpostavio kako je Euronymous namjerno ostavio Deada samog u kući kako bi imao priliku za samoubojstvo. Deadovo samoubojstvo navodno je izazvalo "promjenu mentaliteta" u black metal sceni i prvo je u nizu zloglasnih događaja koje su počinili njezini pripadnici.
Osmrtnica u švedskim novinama navela je da se Deadov sprovod održao u Österhaninge kyrki (Crkvi istočne Haninge) u petak, 26. travnja 1991. godine. Pokopan je na Österhaninge begravningsplatsu (groblju istočne Haninge) u Stockholmu.

## Počasti
Šveđanin Tomas Lindberg, iz sastava At the Gates, Deadu je posvetio tekst pjesme "At the Gates" s albuma Gardens of Grief.

## Diskografija
Morbid
- Morbid Rehearsal(1987.) (demo album)
- December Moon (1987.) (demo album)
- Live in Stockholm (2000.) (album uživo)
- Year of the Goat (2011.) (kompilacijski album)

Candlemass
- Bewitched (1987.) (glazbeni video)

Mayhem
- Live in Leipzig (1993.) (album uživo)
- De Mysteriis Dom Sathanas (1994.) (tekst)
- Dawn of the Black Hearts (1995.) (album uživo)
- Freezing Moon/Carnage (1996.) (singl)
- Out from the Dark (1996.) (demo album)
- Live In Zeitz (2016.) (album uživo)
- Live In Jessheim (2017.) (album uživo)
- De Mysteriis Dom Sathanas: The Dead Files (2017.) (kompilacijski album)
- Deathcrush: The Dead Version (2018.) (kompilacijski album)
- Live in Sarpsborg (2019.) (album uživo)

Split albumi
- A Tribute to the Black Emperors (1994.) (kompilacijski album Morbida & Mayhema)

## Vanjske poveznice
- Dead na IMDb-u
- Dead na Find a Grave
- Dead na AllMusicu
- Deadova diskografija na Discogsu